# 丸正事件
丸正事件（まるしょうじけん）は、1955年に静岡県三島市で発生した殺人事件。
冤罪疑惑があるとして注目され、主犯とされた被疑者が在日韓国人だったことで、冤罪を主張する立場からは在日韓国人に対する偏見による立件であると主張されていた。また被疑者の弁護人が2人を犯人とする証言をした証人を偽証罪で告訴したり、被害者の親族を名指しで犯人視して殺人罪で告発し、訴えられた親族が逆に名誉毀損罪で弁護人を告訴して裁判になったことでも注目を集めた。

## 殺人罪の刑事裁判
1955年5月11日から翌12日朝の間に、静岡県三島市にある丸正運送店の女性店主が絞殺され預金通帳が無くなっていた。この事件の犯人として、同年5月29日に沼津市の大一トラックの運転手である李 得賢、翌日に運転助手の鈴木 一男が逮捕され、2人は強盗殺人罪で起訴された。李得賢は事件について終始関与を否定、鈴木一男は一度は自白をしたものの、その後は自白は拷問によるものだとして一貫して犯行を否定した。
検察側は、女性店主を絞殺時に使った手拭いが李のものであることや、犯行当日に丸正運送店の近くに大一トラックの車が停まっていたというタクシー運転手の目撃証言を証拠とした。しかし、この手拭いは大一トラックが昭和29年と30年に年賀用として配ったものであり、証拠としての信憑性は薄かった。さらにタクシー運転手の目撃証言も二転三転し、運転手と一緒にいたとされる者が目撃自体を否定した。この証言については被疑者の弁護人が偽証として告発するも不起訴となっている。
また盗まれたとされた預金通帳は、事件からおよそ6ヵ月後に被害者の実家から実印とともに発見され、検察が起訴状で金銭目的とする動機が大きく揺らいだ。しかし裁判ではこれらの件は殺人認定に影響を与えることはなかった。
2人が犯人として逮捕されたきっかけは、運転していたトラックが東京に着くのが遅かったという事実だけであった。犯行当日に李は非番だったが、当日は顧客からの荷物運送の依頼が多かったため、会社からの要請で李も一社員として引き受けた。李らのトラックが東京に向けて沼津を出発した15分後、同じ会社のトラック2台が同じく東京に向けて出発した。後続の2台が先に東京に到着し、遅れて15分後に李のトラックが到着した。捜査本部は後続の2台のトラックより到着が遅れたことに不審を抱き、2人が捜査線上に浮上。それに対し2人は荷物を満載したトラックゆえエンジンの調子が悪く、オイル切れをしたために国道1号の箱根峠で注油するのに15分かかり、その間に後続の2台のトラックに追い越されたのだとあくまで主張した。
1957年、第一審で李得賢には無期懲役、鈴木一男には懲役15年の判決が下された。第二審への控訴は棄却、最高裁への上告も棄却された。

## 被害者親族犯人説と名誉毀損裁判
鈴木の姉から相談を受けた正木ひろしの紹介で、控訴審から弁護人になった鈴木忠五（三鷹事件の一審裁判長）と、控訴棄却後に弁護に加わった正木は、書面審理でほとんどが上告棄却となる最高裁段階での非常手段として、被害者の親族3人が真犯人であると上告趣意補充書に記すとともに記者会見を開いて公表した。これはプライバシーの概念が薄かった当時としても異例の出来事であった。
親族を犯人だとする主な理由は以下の通り。
- 解剖写真に写る鼻血の跡から、被害者は殺害されたとき仰向けだったと考えられ、トラックの応対に出た店頭ではなく就寝中の殺害である。
- 同居の親族が事件に気付かなかったのは不自然である。
- その親族と被害者は、遺産相続を巡って感情的軋轢があった。
- 強奪されたはずの預金通帳が実家から発見された。また、それを見た被害者の母（犯人扱いはされていない）が「死んでしまいたい」と嘆いた。
- 後から現場に来た親族の1人は、その前に変更されていて知るはずのない発見直後の被害者の態様を、警察の事情聴取で述べている。

2弁護士は親族3人を東京地検に殺人罪で告発するとともに、上告趣意補充書の内容を単行本『告発―犯人は別にいる』として出版した。しかし親族3人への告発は不起訴となり、検察審査会が不起訴不当の議決をしたが、検察は不起訴の結論を変えなかった。逆に親族からの告訴を受け、正木ひろしと鈴木忠五を名誉毀損罪で起訴した。
この裁判は全国から数十人の弁護士が駆けつけたり、推理作家の高木彬光が特別弁護人になるなどして「事実上の再審」として注目を集めた。
1965年5月、東京地裁は「真犯人の立証は不十分であり、弁護人は正当な弁護活動を逸脱した」として名誉毀損罪を認定し、2弁護士に対し禁錮6ヶ月執行猶予1年の判決を言い渡した。2弁護士は控訴をするも、1971年2月に東京高裁は控訴棄却。
1975年12月6日、正木が上告中に死去したため、公訴棄却となった。
鈴木忠五については、1976年3月23日に最高裁が上告を棄却、被害者親族3人を真犯人としたことは立証不十分として有罪が確定。有罪確定によって鈴木忠五は弁護士資格を6ヶ月剥奪された。

## 服役後から死去まで
1974年4月25日、鈴木一男は満期出所、1977年6月17日には李得賢も仮釈放された。
度々の仮釈放面接で無実を主張したため、鈴木は未決勾留期間を入れて19年近く服役した。李も同様に無実を主張し続け、犯行を否認したまま仮釈放になった。これは仮釈放の稀な事例である。李の仮釈放には代議士西宮弘による刑務所長への詰問が功を奏したという。
2人の出所後、再審請求が行われたが棄却、即時抗告も行われたが棄却、さらに特別抗告が行われたが、1989年1月2日に李得賢が死去、3年後の1992年12月27日に鈴木一男も死去した。
この事件では、被害者の死亡時刻や死亡状況の推定について不備が指摘されており、再審請求に際して提出された被害者に関する新鑑定によれば、被害者の死亡時刻には犯人とされた両名ともにアリバイが存在している。

## 関連書籍
- 正木ひろし・鈴木忠五『告発―犯人は別にいる』（実業之日本社）
- 鈴木忠五『世にも不思議な丸正事件』（谷沢書房）
- 佐木隆三『誓いて我に告げよ』（角川書店）